# Filimon Gerezgiher
Filimon Gerezgiher (Tigrinya ፊሊሞን ገረዝጊሄር; * 4. Juli 2000 in Stuttgart) ist ein deutsch-eritreischer Fußballspieler, der bei der SV Elversberg bis zum 30. Juni 2027 unter Vertrag steht.

## Karriere

### Verein
Filimon Gerezgiher stammt aus Stuttgart und begann beim FC Stuttgart-Cannstatt mit dem Fußball. Nach einer Station beim MTV Stuttgart wechselte Gerezgiher als U-17-Spieler erstmals zum SGV Freiberg und anschließend zum SV Sandhausen, wo er bis zur U 19 aktiv war. Ab Sommer 2019 spielte er bei Wormatia Worms in der Oberliga Rheinland-Pfalz/Saar. Der Zweijahresvertrag wurde jedoch nach nur einer Spielzeit im beiderseitigen Einvernehmen aufgelöst. Von September 2020 bis Sommer 2022 absolvierte er bei der FSV 08 Bietigheim-Bissingen 42 Spiele in der Oberliga Baden-Württemberg und erzielte 11 Tore. Anschließend schloss er sich dem VfB Stuttgart an und spielte für die U 21 in der Regionalliga Südwest. Nach nur einem halben Jahr und sechs Einsätzen verließ Gerezgiher den VfB Stuttgart in Richtung SGV Freiberg. Dort erzielte er in 42 Regionalliga-Einsätzen elf Tore. Im März 2024 wurde bekannt, dass Gerezgiher ab der Saison 2024/25 von dem Zweitligisten SV Elversberg bis Sommer 2027 unter Vertrag genommen wurde.